# Yasser Arafat
Yasser Arafat (în arabă ياسر عرفات), pe numele său adevărat Muhamed Abdel Rauf Arafat al-Qudwa al-Husseini, cunoscut și sub pseudonimul Abu Amar (în arabă أبو عمار, transliterat: ʾAbū ʿAmmār) (n. 4 august 1929, Cairo, Egipt – d. 11 noiembrie 2004, Hôpital d'instruction des armées Percy⁠(d), Île-de-France, Franța) A fost președinte al Organizației pentru Eliberarea Palestinei (OEP) din 1969 până în 2004, președinte al Statului Palestina din 1989 până în 2004 și președinte al Autorității Naționale Palestiniene din 1994 până în 2004. Ideologic naționalist arab și socialist, Arafat a fost membru fondator al partidului politic Fatah, pe care l-a condus din 1959 până în 2004.
Arafat s-a născut din părinți palestinieni în Cairo, Egipt, unde și-a petrecut cea mai mare parte a tinereții. A studiat la Universitatea Regele Fuad I. În timpul studenției, a îmbrățișat ideile naționaliste arabe și antisioniste. Opus creării Statului Israel în 1948, el a luptat alături de Frăția Musulmană în timpul războiului arabo-israelian din 1948. După înfrângerea forțelor arabe, Arafat s-a întors la Cairo și a fost președinte al Uniunii Generale a Studenților Palestinieni din 1952 până în 1956.
În a doua parte a anilor 1950, Arafat a co-fondat Fatah, o organizație paramilitară care urmărea înlocuirea Israelului cu un stat palestinian. Fatah opera în mai multe țări arabe, de unde lansa atacuri asupra țintelor israeliene. În a doua parte a anilor 1960, Arafat a devenit tot mai cunoscut; în 1967 s-a alăturat Organizației pentru Eliberarea Palestinei, iar în 1969 a fost ales președinte al Consiliului Național Palestinian. Prezența în creștere a Fatah în Iordania a dus la ciocniri militare cu guvernul iordanian al regelui Hussein, iar la începutul anilor 1970 s-a mutat în Liban. Acolo, Fatah a sprijinit Mișcarea Națională Libaneză în timpul războiului civil libanez și și-a continuat atacurile împotriva Israelului, ceea ce a făcut ca organizația să devină o țintă majoră a invaziilor israeliene în timpul conflictului din sudul Libanului din 1978 și al războiului din Liban din 1982.
Din 1983 până în 1993, Arafat s-a stabilit în Tunisia și a început să treacă de la conflictul deschis cu israelienii la negocieri. În 1988, el a recunoscut dreptul Israelului de a exista și a căutat o soluție cu două state la conflictul israeliano-palestinian. În 1994, s-a întors în Palestina, stabilindu-se în orașul Gaza și promovând autoguvernarea pentru teritoriile palestiniene. El s-a angajat într-o serie de negocieri cu guvernul israelian pentru a pune capăt conflictului dintre acesta și Organizația de Eliberare a Palestinei. Acestea au inclus Conferința de la Madrid din 1991, Acordurile de la Oslo din 1993 și Summitul de la Camp David din 2000. Succesul negocierilor de la Oslo a dus la acordarea Premiului Nobel pentru Pace lui Arafat, alături de prim-miniștrii israelieni Ițhak Rabin și Șimon Peres, în 1994. La acea vreme, sprijinul organizației Fatah în rândul palestinienilor a scăzut odată cu creșterea Hamas și a altor rivali militanți. La sfârșitul anului 2004, după ce armata israeliană l-a izolat în incinta sa din Ramallah timp de peste doi ani, Arafat a intrat în comă și a murit. În timp ce cauza morții lui Arafat a rămas subiectul speculațiilor, investigațiile efectuate de echipe ruse și franceze au stabilit că nu a fost vorba de un act necinstit.
Arafat rămâne o figură controversată. Palestinienii îl consideră în general un martir care a simbolizat aspirațiile naționale ale poporului său, în timp ce mulți israelieni îl consideră un terorist.Rivalii palestinieni, inclusiv islamiștii și mai mulți radicali ai Organizației de Eliberare a Palestinei, l-au denunțat frecvent ca fiind corupt sau prea supus în concesiile sale față de guvernul israelian.

## Începutul vieții

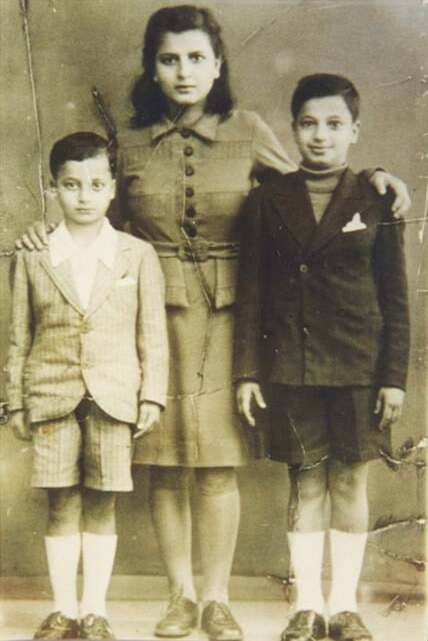
Arafat (dreapta) cu sora lui Khadija și fratele său Fathi în Cairo, 1942

### Nașterea și copilăria
Arafat s-a născut în Cairo, Egipt, pe 4 sau pe 24 august 1929.:269 Tatăl său, Abdel Raouf al-Qudwa al-Husseini, era un palestinian din orașul Gaza, a cărui mamă, bunica paternă a lui Yasser, era egipteană. Tatăl lui Arafat s-a luptat în instanțele egiptene timp de 25 de ani pentru a revendica pământul familiei din Egipt ca parte a moștenirii sale, dar nu a avut succes. A lucrat ca negustor de textile în cartierul Sakakini din Cairo, cartier mixt din punct de vedere religios. Arafat a fost al doilea cel mai tânăr din șapte copii și, împreună cu fratele său mai mic, Fathi, a fost singurul copil născut în Cairo. Ierusalimul a fost reședința familiei mamei sale, Zahwa Abul Saud, care a murit din cauza unei afecțiuni renale în 1933, când Arafat avea vârsta de patru ani.
Prima vizită a lui Arafat la Ierusalim a avut loc atunci când tatăl său, neputând să crească singur șapte copii, i-a trimis pe Yasser și pe fratele său Fathi la familia mamei lor din cartierul Mughrabi din Orașul Vechi. Au locuit acolo cu unchiul lor Salim Abul Saud timp de patru ani. În 1937, tatăl lor i-a chemat înapoi pentru a fi îngrijiți de sora lor mai mare, Inam. Arafat a avut o relație precară cu tatăl său; când acesta a murit în 1952, Arafat nu a participat la înmormântare și nici nu a vizitat mormântul tatălui său la întoarcerea sa în Gaza. Sora lui Arafat, Inam, a declarat într-un interviu cu biograful lui Arafat, istoricul britanic Alan Hart, că Arafat a fost bătut crunt de tatăl său pentru că a mers în cartierul evreiesc din Cairo și a participat la slujbele religioase. Când l-a întrebat pe Arafat de ce nu încetează să meargă, acesta i-a răspuns că vrea să studieze mentalitatea evreiască.

### Educație
În 1944, Arafat s-a înscris la Universitatea Regelui Fuad I și a absolvit în 1950. La universitate, a participat la discuții cu evrei și a citit publicații ale lui Theodor Herzl și ale altor sioniști proeminenți. În 1946, era un naționalist arab și a început să procure arme care să fie introduse clandestin în Mandatul Palestina, pentru a fi folosite de forțe militare neregulate din Comitetul Superior Arab și de milițiile Armatei Războiului Sfânt.
În timpul războiului arabo-israelian din 1948, Arafat a părăsit universitatea și, împreună cu alți arabi, a încercat să intre în Palestina pentru a se alătura forțelor arabe care luptau împotriva trupelor israeliene și creării statului Israel. Cu toate acestea, în loc să se alăture rândurilor militanților palestinieni fedayeen, Arafat a luptat alături de Frăția Musulmană, deși nu a aderat la organizație. El a luat parte la lupte în zona Gaza (care a fost principalul câmp de luptă al forțelor egiptene în timpul conflictului). La începutul anului 1949, războiul se încheia în favoarea Israelului, iar Arafat s-a întors la Cairo din cauza lipsei de sprijin logistic.
După ce s-a întors la universitate, Arafat a studiat ingineria civilă și a fost președinte al Uniunii Generale a Studenților Palestinieni din 1952 până în 1956. În timpul primului său an ca președinte al uniunii, universitatea a fost redenumită Universitatea Cairo, după o lovitură de stat dată de Mișcarea Ofițerilor Liberi care l-a răsturnat pe regele Farouk I. Până în acel moment, Arafat a obținuse o diplomă de licență în inginerie civilă și fusese chemat la datorie pentru a lupta alături de forțele egiptene în timpul Crizei Suezului; cu toate acestea, el nu a luptat niciodată. Mai târziu în acel an, la o conferință din Praga, a îmbrăcat o keffiyeh albă, diferită de cea cu model de plasă pe care a adoptat-o mai târziu în Kuweit, care avea să devină emblema sa.

### Viața personală
În 1990, Arafat s-a căsătorit cu Suha Tawil, o creștină palestiniană, când el avea 61 de ani, iar Suha 27. Mama ei i-a făcut cunoștință cu el în Franța, după care a lucrat ca secretară a acestuia în Tunis. Înainte de căsătoria lor, Arafat a adoptat cincizeci de orfani de război palestinieni. În timpul căsniciei lor, Suha a încercat de mai multe ori să-l părăsească pe Arafat, dar acesta i-a interzis acest lucru. Suha a declarat că regretă căsătoria și că, dacă ar avea de ales, nu ar mai repeta-o. La mijlocul anului 1995, soția lui Arafat, Suha, a născut într-un spital din Paris o fiică, pe care a numit-o Zahwa, după mama lui Arafat.

### Numele
Numele complet al lui Arafat a fost Mohammed Abdel Rahman Abdel Raouf Arafat al-Qudwa al-Husseini. Mohammed Abdel Rahman era prenumele său, Abdel Raouf era numele tatălui său și Arafat numele bunicului său. Al-Qudwa era numele tribului său, iar al-Husseini era cel al clanului din care făceau parte al-Qudwa. Clanul al-Husseini avea sediul în Gaza și nu este înrudit cu binecunoscutul clan al-Husayni din Ierusalim.
Întrucât Arafat a fost crescut în Cairo, tradiția de a renunța la partea Mohammed sau Ahmad a prenumelui era comună; egipteni notabili precum Anwar Sadat și Hosni Mubarak au procedat astfel. Cu toate acestea, Arafat a renunțat și la Abdel Rahman și Abdel Raouf din numele său. La începutul anilor 1950, Arafat a adoptat numele Yasser, iar în primii ani ai carierei de gherilă a lui Arafat, acesta și-a asumat pseudonimul de război Abu Ammar. Ambele nume sunt legate de Ammar ibn Yasir, unul dintre primii însoțitori ai lui Mahomed. Deși a renunțat la majoritatea numelor moștenite, l-a păstrat pe Arafat datorită semnificației sale în islam.

## Ascensiunea Fatah

### Fondarea Fatah
În urma Crizei Suezului din 1956, președintele egiptean Gamal Abdel Nasser a fost de acord să permită Forței de urgență a Națiunilor Unite să se stabilească în Peninsula Sinai și în Fâșia Gaza, ceea ce a dus la expulzarea tuturor forțelor de gherilă sau „fedayeen” de acolo, inclusiv a lui Arafat. Inițial, Arafat a încercat să obțină o viză pentru Canada și, ulterior, pentru Arabia Saudită, însă ambele încercări au eșuat. În 1957, a solicitat o viză pentru Kuweit (pe atunci protectorat britanic) și i s-a aprobat, pe baza activității sale în domeniul ingineriei civile. Acolo s-a întâlnit cu doi prieteni palestinieni: Salah Khalaf („Abu Iyad”) și Khalil al-Wazir („Abu Jihad”), ambii membri oficiali ai Frăției Musulmane Egiptene. Arafat îl cunoscuse pe Abu Iyad în timp ce frecventa Universitatea din Cairo și pe Abu Jihad în Gaza. Amândoi vor deveni ulterior principalii colaboratori ai lui Arafat. Abu Iyad a călătorit cu Arafat în Kuweit la sfârșitul anului 1960; Abu Jihad, care lucra și el ca profesor, locuia deja acolo din 1959. După ce s-a stabilit în Kuweit, Abu Iyad l-a ajutat pe Arafat să obțină un loc de muncă temporar ca profesor.
Pe măsură ce Arafat a început să se împrietenească cu refugiații palestinieni (pe unii dintre ei îi cunoștea din perioada în care locuia la Cairo), el și ceilalți au fondat treptat grupul care a devenit cunoscut sub numele de Fatah. Data exactă a înființării Fatah este necunoscută. În 1959, existența grupului a fost atestată în paginile unei reviste naționaliste palestiniene, Filastununa Nida al-Hayat (Palestina noastră, Chemarea Vieții), care a fost scrisă și editată de Abu Jihad. FaTaH este un acronim inversat al denumirii arabe Harakat al-Tahrir al-Watani al-Filastini, care se traduce prin „Mișcarea de Eliberare Națională Palestiniană”. „Fatah” este, de asemenea, un cuvânt care a fost folosit în primele timpuri islamice pentru a se referi la «cucerire».
Fatah s-a dedicat eliberării Palestinei printr-o luptă armată dusă de palestinienii înșiși. Aceasta era diferită de alte organizații politice și de gherilă palestiniene, dintre care majoritatea credeau cu tărie într-un răspuns arab unit. Organizația lui Arafat nu a îmbrățișat niciodată ideologiile marilor guverne arabe ale vremii, spre deosebire de alte facțiuni palestiniene, care au devenit adesea sateliți ai unor națiuni precum Egipt, Irak, Arabia Saudită, Siria și altele.
În conformitate cu ideologia sa, Arafat a refuzat în general să accepte donații pentru organizația sa din partea marilor guverne arabe, pentru a acționa independent de acestea. El nu a vrut să îi înstrăineze și a căutat sprijinul lor necondiționat, evitând alianțele ideologice. Cu toate astea, pentru a pune bazele viitorului sprijin financiar al Fatah, el a solicitat contribuții din partea multor palestinieni bogați care lucrau în Kuweit și în alte state arabe din Golful Persic, cum ar fi Qatar (unde l-a întâlnit pe Mahmud Abbas în 1961). Acești oameni de afaceri și petroliști au contribuit cu generozitate la organizația Fatah. Arafat a continuat acest proces în alte țări arabe, precum Libia și Siria.
În 1962, Arafat și cei mai apropiați tovarăși ai săi au emigrat în Siria - o țară care se învecinează cu Israelul și care se desprinsese recent din uniunea cu Egiptul. Fatah avea aproximativ trei sute de membri în acest moment, dar niciunul nu era luptător. În Siria, el a reușit să recruteze membri oferindu-le salarii mai mari pentru a face posibile atacurile armate împotriva Israelului. Efectivele Fatah au crescut și mai mult după ce Arafat a decis să ofere noilor recruți salarii mult mai mari decât membrilor Armatei pentru Eliberarea Palestinei (AEP), forța militară obișnuită a Organizației pentru Eliberarea Palestinei, care a fost creată de Liga Arabă în 1964. Pe 31 decembrie, o echipă din al-Assifa, aripa armată a Fatah, a încercat să se infiltreze în Israel, dar a fost interceptată și reținută de forțele de securitate libaneze. Acest incident a fost urmat de alte câteva raiduri cu luptătorii slab pregătiți și prost echipați ai Fatah. Unele au avut succes, altele au eșuat în misiunile lor. Arafat conducea adesea personal aceste incursiuni.
Arafat era deținut în închisoarea Mezzeh din Siria când a fost ucis un ofițer al armatei palestiniene siriene, Yusef Urabi. Urabi prezidase o reuniune menită să atenueze tensiunile dintre Arafat și liderul Frontului de Eliberare a Palestinei, Ahmed Jibril, dar nici Arafat, nici Jibril nu au participat, delegând reprezentanți care să participe în numele lor. Urabi a fost ucis în timpul sau după reuniune în circumstanțe controversate. La ordinul ministrului apărării Hafez al-Assad, un prieten apropiat al lui Urabi, Arafat a fost ulterior arestat, găsit vinovat de un juriu format din trei persoane și condamnat la moarte. Totuși, acesta și colegii lui au fost grațiați de președintele Salah Jadid la scurt timp după verdict. Incidentul i-a adus pe Assad și Arafat în relații neplăcute, care vor ieși la suprafață mai târziu, când Assad a devenit președinte al Siriei.

### Lider al palestinienilor
Pe 13 noiembrie 1966, Israelul a lansat un raid major împotriva orașului As-Samu din Cisiordania, aflat sub administrație iordaniană, ca răspuns la un atac cu bombă pe marginea drumului, pus la cale de Fatah, care a ucis trei membri ai forțelor de securitate israeliene în apropierea graniței sudice a Liniei Verzi. În confruntarea care a urmat, zeci de membri ai forțelor de securitate iordaniene au fost uciși, iar 125 de case au fost devastate. Acest raid a fost unul dintre factorii care au condus la Războiul de Șase Zile din 1967.
Războiul de Șase Zile a început pe 5 iunie 1967, când Israelul a lansat atacuri aeriene împotriva forțelor aeriene egiptene. Războiul s-a încheiat cu o înfrângere arabă și cu ocuparea de către Israel a mai multor teritorii arabe, inclusiv Cisiordania și Fâșia Gaza. Deși Nasser și aliații săi arabi fuseseră înfrânți, Arafat și Fatah puteau revendica o victorie, prin faptul că majoritatea palestinienilor, care până în acel moment tindeau să se alinieze și să simpatizeze cu guvernele arabe individuale, începeau acum să fie de acord că o soluție „palestiniană” la dilema lor era indispensabilă. Multe partide politice în principal palestiniene, inclusiv Mișcarea Naționalistă Arabă a lui George Habash, Comitetul Superior Arab al lui Hadj Amin al-Husseini, Frontul Islamic de Eliberare și mai multe grupuri susținute de Siria, s-au destrămat practic după înfrângerea guvernelor care le sponsorizau. La doar o săptămână după înfrângere, Arafat a traversat deghizat Râul Iordan și a intrat în Cisiordania, unde a înființat centre de recrutare în Hebron, zona Ierusalimului și Nablus, și a început să atragă atât luptători, cât și finanțatori pentru cauza sa.
În același timp, Nasser l-a contactat pe Arafat prin intermediul consilierului acestuia, Mohammed Heikal, iar Arafat a fost declarat de Nasser „lider al palestinienilor”.  În decembrie 1967, Ahmad Shukeiri a demisionat din funcția de președinte al Organizației pentru Eliberarea Palestinei. Yahya Hammuda i-a luat locul și l-a invitat pe Arafat să se alăture organizației. Fatah a primit 33 din cele 105 locuri ale Comitetului executiv, în timp ce 57 de locuri au fost lăsate pentru alte câteva facțiuni de gherilă.

### Bătălia de la Karameh
Pe parcursul anului 1968, Fatah și alte grupuri armate palestiniene au fost ținta unei operațiuni majore a armatei israeliene în satul iordanian Karameh, unde se aflau sediul Fatah, precum și o tabără de refugiați palestinieni de dimensiuni medii. Numele orașului este cuvântul arab pentru „demnitate”, ceea ce a ridicat simbolismul său în ochii poporului arab, în special după înfrângerea arabă colectivă din 1967. Operațiunea a fost un răspuns la atacuri, inclusiv atacuri cu rachete din partea Fatah și a altor miliții palestiniene, în Cisiordania ocupată de Israel.  Potrivit lui Said Aburish, guvernul Iordaniei și o serie de comandouri Fatah l-au informat pe Arafat că se desfășurau pregătiri militare israeliene pe scară largă pentru un atac asupra orașului, ceea ce a determinat grupurile fedayeen, precum Frontul Popular pentru Eliberarea Palestinei (FPEP) al lui George Habash, recent înființat, și Frontul Democratic pentru Eliberarea Palestinei (FDEP), organizația separatistă a lui Nayef Hawatmeh, să își retragă forțele din oraș. Deși a fost sfătuit de un comandant de divizie înțelegător al armatei iordaniene să își retragă oamenii și să-și mute sediul pe dealurile din apropiere, Arafat a refuzat, declarând: „Vrem să convingem lumea că în lumea arabă există oameni care nu se vor retrage sau nu vor fugi”. Aburish scrie că Fatah a rămas la ordinele lui Arafat și că armata iordaniană a fost de acord să îi sprijine în cazul unor lupte grele.
Ca răspuns la raidurile persistente ale Organizației pentru Eliberarea Palestinei împotriva țintelor civile israeliene, Israelul a atacat orașul Karameh, Iordania, unde se afla o tabără importantă a organizației. Scopul invaziei a fost distrugerea taberei din Karameh și capturarea lui Yasser Arafat ca represalii pentru atacurile împotriva civililor israelieni, care au culminat cu lovirea unui autobuz școlar israelian de o mină în Negev, ucigând doi copii. Totuși, planurile pentru cele două operațiuni au fost pregătite în 1967, cu un an înainte de atacul autobuzului. Dimensiunea forțelor israeliene care au intrat în Karameh i-a făcut pe iordanieni să presupună că Israelul plănuia să ocupe și malul estic al râului Iordan, inclusiv guvernoratul Balqa, pentru a crea o situație similară Înălțimilor Golan, pe care Israelul le cucerise cu doar 10 luni înainte, pentru a fi folosite ca monedă de schimb. Israelul a presupus că armata iordaniană va ignora invazia, dar aceasta din urmă a luptat alături de palestinieni, deschizând focul puternic care a provocat pierderi forțelor israeliene. Acest conflict a marcat prima desfășurare cunoscută de atentatori sinucigași de către forțele palestiniene. Israelienii au fost alungați după o zi de luptă, după ce au distrus cea mai mare parte a taberei Karameh și au luat aproximativ 141 de prizonieri din Organizația pentru Eliberarea Palestinei. Ambele părți au declarat victoria. La nivel tactic, bătălia a fost în favoarea Israelului și s-a reușit distrugerea taberei Karameh. Însă, numărul relativ mare de victime a fost o surpriză considerabilă pentru Forțele de Apărare ale Israelului și a fost uluitor pentru israelieni. Deși palestinienii nu au fost victorioși pe cont propriu, regele Hussein i-a lăsat pe palestinieni să-și asume meritele. Unii au afirmat că Arafat însuși a fost pe câmpul de luptă, însă detaliile implicării sale sunt neclare. Totuși, aliații lui - precum și Institutul de informații și operațiuni speciale al Israelului - confirmă faptul că acesta și-a îndemnat oamenii pe tot parcursul bătăliei să își păstreze poziția și să continue lupta. Bătălia a fost acoperită în detaliu de Time, iar chipul lui Arafat a apărut pe coperta numărului din 13 decembrie 1968, aducând pentru prima dată imaginea sa în fața lumii. În contextul de după război, profilurile lui Arafat și ale organizației Fatah au fost îmbunătățite de acest punct de cotitură important, iar Arafat a ajuns să fie privit ca un erou național care a îndrăznit să înfrunte Israelul. Aplaudat în masă de lumea arabă, donațiile financiare au crescut semnificativ, iar armamentul și echipamentul Fatah s-au îmbunătățit. Numărul grupării a crescut pe măsură ce mulți tineri arabi, inclusiv mii care nu erau palestinieni, au intrat în rândurile Fatah.
Atunci când Consiliul Național Palestinian s-a reunit la Cairo, pe 3 februarie 1969, Yahya Hammuda a renunțat la a mai fi președinte al Organizației de Eliberare a Palestinei. Arafat a fost ales președinte pe 4 februarie. Doi ani mai târziu, a devenit comandantul suprem al Forțelor Revoluționare Palestiniene, iar în 1973, a devenit șeful departamentului politic al organizației.

## Confruntarea cu Iordania

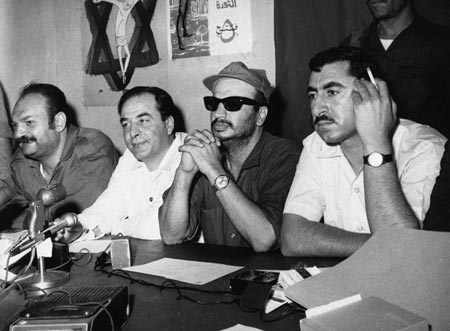
Arafat cu liderul Frontului Democrat pentru Eliberarea Palestinei, Nayef Hawatmeh și scriitorul palestinian Kamal Nasser la conferința de presă din Amman, 1970

La sfârșitul anilor 1960, tensiunile dintre palestinieni și guvernul iordanian au crescut foarte mult; elemente palestiniene puternic înarmate au creat un „stat în stat” virtual în Iordania, controlând în cele din urmă mai multe poziții strategice din țară. După victoria lor proclamată în bătălia de la Karameh, Fatah și alte miliții palestiniene au început să preia controlul asupra vieții civile din Iordania. Acestea au creat blocaje rutiere, au umilit în mod public forțele de poliție iordaniene, au molestat femei și au perceput taxe ilegale - toate acestea fiind tolerate sau ignorate de Arafat. Regele Hussein a considerat acest lucru o amenințare crescândă la adresa suveranității și securității regatului său și a încercat să dezarmeze milițiile. Totuși, pentru a evita o confruntare militară cu forțele opoziției, Hussein a demis mai mulți membri ai cabinetului lui anti-OEP, inclusiv pe unii dintre membrii propriei sale familii, și l-a invitat pe Arafat să devină viceprim-ministru al Iordaniei. Arafat a refuzat, invocând credința sa în necesitatea unui stat palestinian condus de palestinieni.
În ciuda intervenției lui Hussein, acțiunile militante din Iordania au continuat. Pe 15 septembrie 1970, FPEP (parte a OEP) a deturnat patru avioane și a aterizat trei dintre acestea la Dawson's Field, situat la 30 de mile (48 km) est de Amman. După ce ostaticii străini au fost luați din avioane și îndepărtați de acestea, trei dintre avioane au fost aruncate în aer în fața presei internaționale, care a fotografiat explozia. Acest lucru a pătat imaginea lui Arafat în multe țări occidentale, inclusiv în Statele Unite, care îl considerau responsabil pentru controlul facțiunilor palestiniene care aparțineau de OEP. Arafat, cedând presiunii exercitate de guvernele arabe, a condamnat public deturnările și a suspendat FPEP de la orice acțiuni de gherilă pentru câteva săptămâni. El a luat aceeași măsură după ce FPEP a atacat aeroportul din Atena. Guvernul iordanian a luat măsuri pentru a recâștiga controlul asupra teritoriului său, iar a doua zi, regele Hussein a declarat legea marțială. În aceeași zi, Arafat a devenit comandant suprem al AEP.

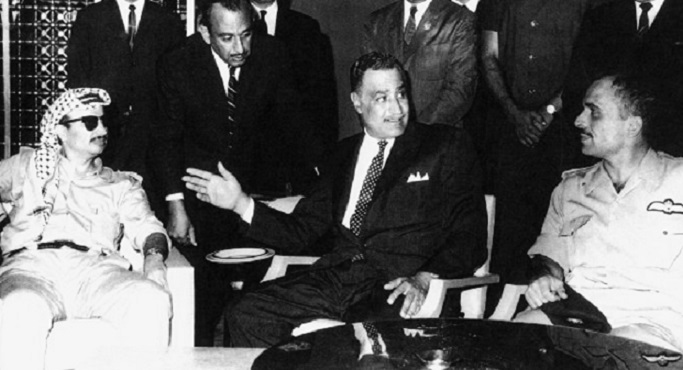
Președintele egiptean Gamal Abdel Nasser (centru) mediază un acord între Arafat și regele iordanian Hussein pentru a pune capăt conflictului Septembrie Negru, în timpul summitului de urgență al Ligii Arabe, septembrie 1970

În timp ce conflictul făcea ravagii, alte guverne arabe au încercat să negocieze o soluție pașnică. Ca parte a acestui efort, Gamal Abdel Nasser a condus primul summit de urgență al Ligii Arabe la Cairo, pe 21 septembrie. Discursul lui Arafat a atras simpatia liderilor arabi prezenți. Alți șefi de stat au fost împotriva lui Hussein, printre care Muammar Gaddafi, care și-a bătut joc de el și de tatăl său schizofrenic, Regele Talal. S-a convenit o încetare a focului între cele două părți, dar Nasser a murit în urma unui atac de cord la câteva ore după summit, iar conflictul a fost reluat la scurt timp după aceea.
Pe 25 septembrie, armata iordaniană a ajuns să domine, iar două zile mai târziu, Arafat și Hussein au convenit la o încetare a focului în Amman. Armata iordaniană a provocat pierderi grele palestinienilor - inclusiv civili - care au suferit aproximativ 3 500 de decese. După încălcări repetate ale încetării focului din partea OEP și a armatei iordaniene, Arafat a cerut răsturnarea regelui Hussein. Ca răspuns la această amenințare, în iunie 1971, Hussein a ordonat forțelor sale să alunge toți luptătorii palestinieni rămași în nordul Iordaniei, ceea ce au și reușit. Arafat și o parte din forțele sale, inclusiv doi comandanți de rang înalt, Abu Iyad și Abu Jihad, au fost forțați să se retragă în colțul de nord al Iordaniei. S-au mutat în apropierea orașului Jerash, aproape de granița cu Siria. Cu ajutorul lui Munib Masri, membru al cabinetului iordanian pro-palestinian, și al lui Fahd al-Khomeimi, ambasadorul saudit în Iordania, Arafat a reușit să intre în Siria cu aproape două mii dintre luptătorii lui. Totuși, din cauza relațiilor ostile dintre Arafat și președintele sirian Hafez al-Assad (care îl destituise între timp pe președintele Salah Jadid), luptătorii palestinieni au trecut frontiera în Liban pentru a se alătura forțelor OEP din țară, unde și-au stabilit noul sediu.

## Sediu în Liban

### Recunoaștere oficială

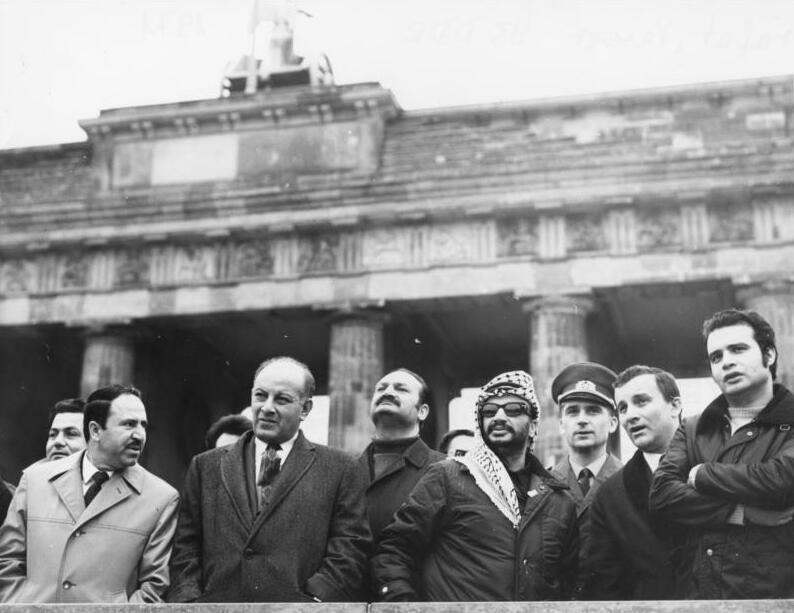
Yasser Arafat vizitează Germania de Est în 1971; în fundal se vede Poarta Brandenburg

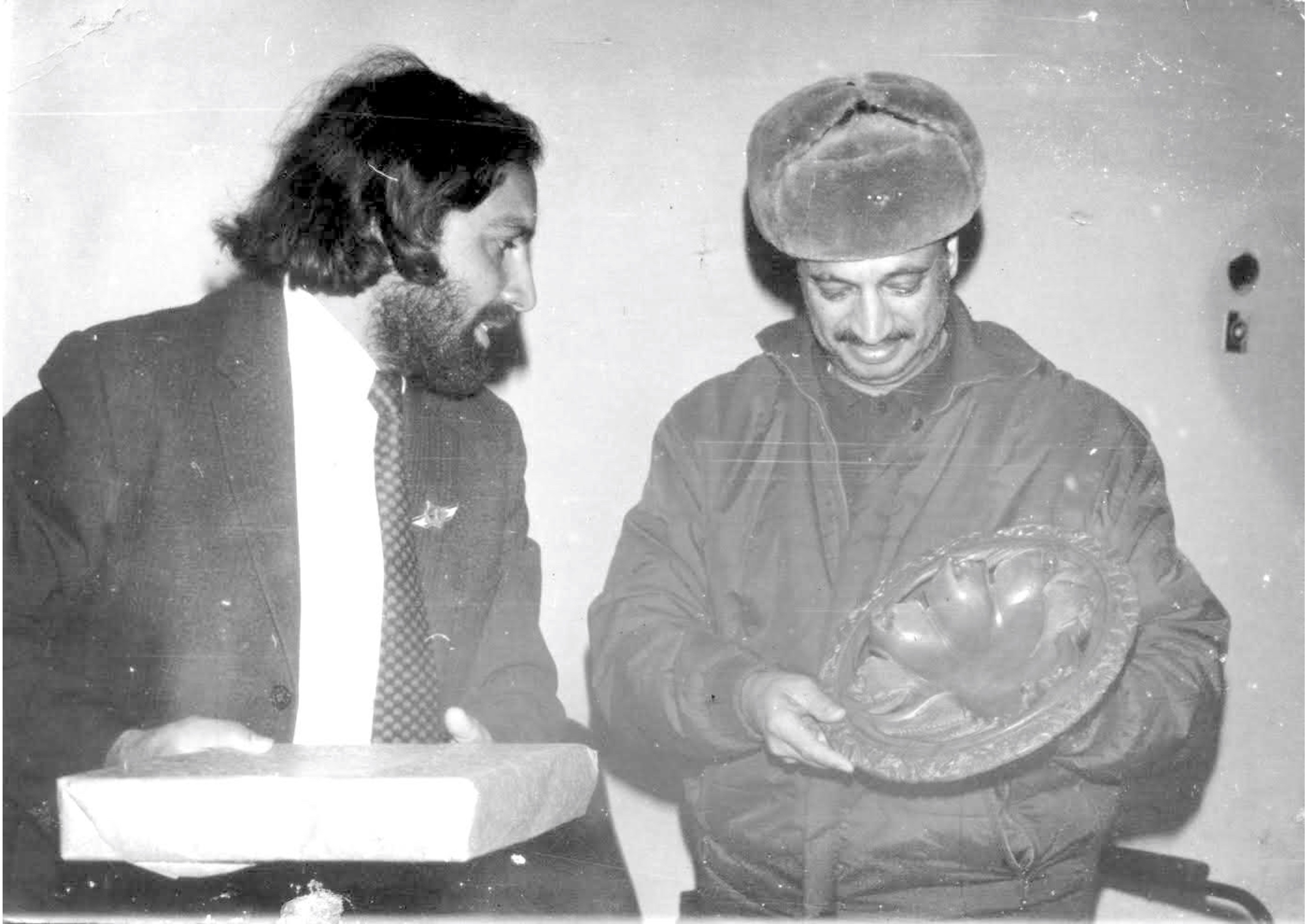
Yasser Arafat cu Bhim Singh, fondatorul Partidului Național al Panterelor din Jammu și Kashmir, în anii 1970

Din cauza guvernului central slab al Libanului, OEP a putut funcționa practic ca un stat independent. În această perioadă a anilor 1970, numeroase grupuri de stânga ale OEP au luat armele împotriva Israelului, efectuând atacuri împotriva civililor, precum și împotriva țintelor militare din Israel și din afara acestuia.
Două incidente majore au avut loc în 1972. Subgrupul organizației Fatah, Organizația Septembrie Negru a deturnat zborul Sabena 572 în drum spre Viena și l-a forțat să aterizeze pe Aeroportul Internațional Ben Gurion din Israel. PFLP și Armata Roșie japoneză au săvârșit un atac armat pe același aeroport, ucigând 24 de civili. Ulterior, Israelul a susținut că asasinarea purtătorului de cuvânt al PFLP, Ghassan Kanafani, a fost un răspuns la implicarea PFLP în plănuirea acestui atac. Două zile mai târziu, diferite facțiuni ale OEP au ripostat prin bombardarea unei stații de autobuz, ucigând unsprezece civili.
La Jocurile Olimpice de la Munchen, Septembrie negru a răpit și ucis unsprezece sportivi israelieni. Mai multe surse, printre care Mohammed Oudeh (Abu Daoud), unul dintre autorii Masacrului de la Munchen, și Benny Morris, un istoric israelian proeminent, au declarat că Septembrie Negru a fost o ramură armată a Fatah utilizată pentru operațiuni paramilitare. Potrivit cărții lui Abu Daoud din 1999, „Arafat a fost informat cu privire la planurile pentru luarea de ostatici de la Munchen”. Asasinatele au fost condamnate la nivel internațional. În 1973-1974, Arafat a închis Septembrie negru, ordonând OEP să se oprească din comiterea de acte de violență în afara Israelului, a Cisiordaniei și a Fâșiei Gaza.
În 1974, Consiliul Național Palestinian a aprobat Programul în zece puncte (elaborat de Arafat și consilierii săi) și a propus un compromis cu israelienii. Acesta făcea apel la o autoritate națională palestiniană pentru fiecare parte a teritoriului palestinian „eliberat”, care se referă la zonele capturate de forțele arabe în războiul arabo-israelian din 1948 (actuala Cisiordania, Ierusalimul de Est și Fâșia Gaza). Acest lucru a provocat nemulțumiri în rândul mai multor facțiuni ale OEP; PFLP, FDEP și alte partide au format o organizație separatistă, Frontul de Respingere.
Israelul și SUA au susținut, de asemenea, că Arafat a fost implicat în asasinatele diplomatice de la Khartoum din 1973, în care au fost uciși cinci diplomați și alte cinci persoane. Un document din 1973 al Departamentului de Stat al Statelor Unite ale Americii, declasificat în 2006, concluziona: „Operațiunea de la Khartoum a fost planificată și desfășurată cu deplina cunoaștere și aprobare personală a lui Yasser Arafat”. Arafat a negat orice implicare în operațiune și a insistat că aceasta a fost desfășurată independent de Organizația Septembrie Negru. Israelul a susținut că Arafat deține controlul suprem asupra acestor organizații și, prin urmare, nu a abandonat terorismul.
În plus, unele cercuri din cadrul Departamentului de Stat al SUA îl considerau pe Arafat un diplomat și un negociator capabil, care putea obține sprijin din partea mai multor guverne arabe în același timp. Un exemplu în acest sens este faptul că, în martie 1973, Arafat a încercat să organizeze o întâlnire între președintele Irakului și emirul Kuweitului pentru a rezolva disputele dintre aceștia.
Tot în 1974, OEP a fost declarată „singurul reprezentant legitim al poporului palestinian” și admisă ca membru cu drepturi depline al Ligii Arabe la summitul de la Rabat. Arafat a devenit primul reprezentant al unei organizații neguvernamentale care s-a adresat unei sesiuni plenare a Adunării Generale a ONU. În discursul său la Națiunile Unite, Arafat a condamnat sionismul, dar a spus:
| “ | Astăzi am venit ținând o ramură de măslin într-o mână și o pușcă de luptător pentru libertate în cealaltă. Nu lăsați ramura verde să cadă din mâna mea. | ” |

A purtat un toc pentru armă în timpul discursului său, deși acesta nu conținea o armă. Discursul său a sporit simpatia internațională pentru cauza palestiniană.
În urma recunoașterii, Arafat a stabilit relații cu o serie de lideri mondiali, inclusiv Saddam Hussein și Idi Amin. Arafat a fost cavalerul de onoare al lui Amin la nunta sa din Uganda, în 1975.

### Implicarea Fatah în războiul civil libanez

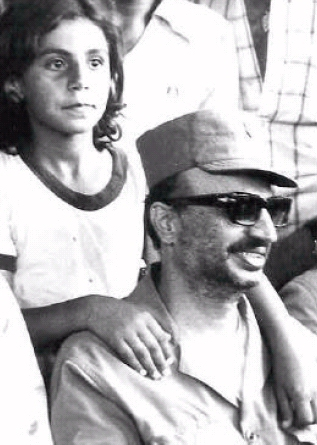
Arafat într-o tabără de refugiați palestinieni din sudul Libanului, 1978

Deși au ezitat la început să ia parte la conflict, Arafat și Fatah au jucat un rol important în războiul civil libanez. Cedând presiunilor subgrupurilor OEP, precum FPEP, FDEP și Frontul de Eliberare a Palestinei, Arafat a aliniat OEP cu Mișcarea Națională Libaneză, comunistă și nasseristă. Mișcarea Națională Libaneză a fost condusă de Kamal Jumblatt, care avea o relație de prietenie cu Arafat și cu alți lideri ai OEP. Deși inițial s-a aliniat cu Fatah, președintele sirian Hafez al-Assad s-a temut de o pierdere de influență în Liban și a trecut de partea cealaltă. El și-a trimis armata, împreună cu facțiunile palestiniene as-Sa'iqa și Frontul Popular pentru Eliberarea Palestinei – Comandamentul General susținute de Siria și conduse de Ahmad Jibril, să lupte alături de forțele creștine de dreapta împotriva OEP și a Mișcării Naționale Libaneze. Principalele componente ale frontului creștin au fost cei din partidul Falangist loiali lui Bachir Gemayel și Tigers Militia condusă de Dany Chamoun, fiul fostului președinte Camille Chamoun.
În februarie 1975, Maarouf Saad, un deputat libanez pro-palestinian, a fost împușcat și ucis, pare-se de către armata libaneză. Moartea sa din cauza rănilor, în luna următoare, și masacrarea în aprilie a 27 de palestinieni și libanezi care călătoreau cu un autobuz de la Sabra și Shatila la tabăra de refugiați Tel al-Zaatar de către forțele Falangiste au precipitat Războiul civil libanez. Arafat a fost reticent în a răspunde cu forță, dar mulți alți membri Fatah și OEP au fost de altă părere. De exemplu, FDEP a efectuat mai multe atacuri împotriva armatei libaneze.  În 1976, o alianță de miliții creștine susținută de armatele libaneză și siriană a asediat tabăra Tel al-Zaatar din estul Beirutului. OEP și Mișcarea Națională Libaneză au ripostat atacând orașul Damour, un bastion Falangist, unde au masacrat 684 de persoane și au rănit multe altele. Tabăra Tel al-Zaatar a căzut în mâinile creștinilor după un asediu de șase luni în care mii de palestinieni, majoritatea civili, au fost uciși. Arafat și Abu Jihad s-au învinovățit pentru că nu au reușit să organizeze un efort de salvare.

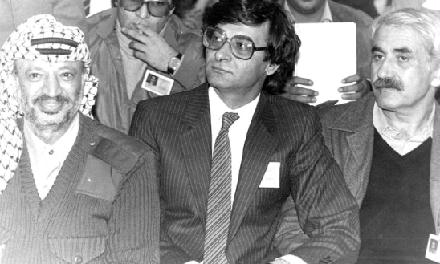
Arafat cu poetul palestinian Mahmoud Darwish (centru) și liderul FPEP George Habash (dreapta) în Siria, 1980

Raidurile transfrontaliere ale OEP împotriva Israelului au crescut la sfârșitul anilor 1970. Unul dintre cele mai grave - cunoscut sub numele de masacrul de pe Coastal Road - a avut loc pe 11 martie 1978. O forță de aproape o duzină de luptători Fatah și-au debarcat bărcile în apropierea unui drum de coastă important care leagă orașul Haifa de Tel Aviv-Yafo. Acolo au deturnat un autobuz și au tras focuri de armă în interior și în vehiculele care treceau, ucigând 37 de civili. Ca răspuns, Armata Israeliană a lansat Operațiunea Litani trei zile mai târziu, cu scopul de a prelua controlul asupra Libanului de Sud până la râul Litani. Armata Israeliană a atins acest obiectiv, iar Arafat a retras forțele OEP spre nord, în Beirut.

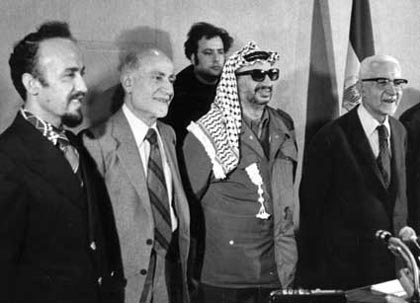
Arafat cu prim-ministrul iranian Mehdi Bazargan, la câteva zile după Revoluția Iraniană

După retragerea Israelului din Liban, ostilitățile transfrontaliere dintre forțele OEP și Israel au continuat, totuși, din august 1981 până în mai 1982, OEP a adoptat o politică oficială de abținere de la a răspunde provocărilor. Pe 6 iunie 1982, Israelul a lansat o invazie a Libanului pentru a expulza OEP din sudul Libanului. Beirutul a fost în scurt timp asediat și bombardat de armata israeliană; Arafat a declarat că orașul este „Hanoi și Stalingrad al armatei israeliene”. Prima fază a războiului civil s-a încheiat, iar Arafat - care comanda forțele Fatah la Tel al-Zaatar - a scăpat cu greu cu ajutorul diplomaților saudiți și kuweitieni. Spre sfârșitul asediului, guvernul american și cel european au negociat un acord care garanta trecerea în siguranță a lui Arafat și a OEP, păziți de o forță multinațională formată din opt sute de pușcași marini americani sprijiniți de Marina Statelor Unite, către exilul din Tunis.
În timpul războiului, Arafat a luat măsuri pentru a proteja comunitatea evreiască libaneză. El a ordonat luptătorilor OEP să păzească Sinagoga Maghen Abraham din Beirut și să livreze alimente familiilor evreiești afectate. După ce Arafat a părăsit Libanul, protecția sinagogii a trecut în mâinile Falangiștilor.
Arafat s-a întors în Liban la un an după evacuarea din Beirut, de data aceasta stabilindu-se în orașul Tripoli din nordul Libanului. Arafat a fost expulzat de un coleg palestinian care lucra sub Hafez al-Assad. Acesta nu s-a întors în Liban după a doua expulzare, deși mulți luptători Fatah au făcut-o.

## Sediu în Tunisia
Centrul de operațiuni al lui Arafat și al Fatah s-a aflat în Tunis, capitala Tunisiei, până în 1993. În 1985, Arafat a supraviețuit la limită unei tentative de asasinat israelian, când avioane F-15 ale Forțelor Aeriene israeliene au bombardat sediul său din Tunis, în cadrul operațiunii „Picior de lemn”, provocând moartea a 73 de persoane; Arafat ieșise la jogging în acea dimineață. În anul următor, Arafat și-a avut sediul operațional la Bagdad pentru o anumită perioadă.

### Prima Intifadă
În cursul anilor 1980, Arafat a primit asistență financiară din partea Libiei, Irakului și Arabiei Saudite, ceea ce i-a permis să reconstruiască OEP grav afectată. Acest lucru a fost deosebit de util în timpul Primei Intifade din decembrie 1987, care a început ca o revoltă a palestinienilor împotriva ocupației israeliene a Cisiordaniei și a Fâșiei Gaza. Cuvântul Intifada în limba arabă înseamnă „tremur”; totuși, este definit în general ca rebeliune sau revoltă.
Prima etapă a Intifadei a început în urma unui incident la punctul de control Erez, când patru palestinieni din tabăra de refugiați Jabalya au fost uciși într-un accident rutier în care a fost implicat un șofer israelian. S-au răspândit zvonuri conform cărora omorurile au fost un act deliberat de răzbunare pentru un cumpărător israelian care a fost înjunghiat mortal de un palestinian în Gaza cu patru zile mai devreme. Au izbucnit revolte în masă, iar în câteva săptămâni, în parte la cererea constantă a lui Abu Jihad, Arafat a încercat să dirijeze revolta, care a durat până în 1992-1993. Abu Jihad fusese anterior responsabil de teritoriile palestiniene în cadrul comandamentului OEP și, potrivit biografului Said Aburish, avea „cunoștințe impresionante despre condițiile locale” din teritoriile ocupate de Israel. Pe 16 aprilie 1988, în timp ce Intifada făcea ravagii, Abu Jihad a fost asasinat în locuința sa din Tunis de o echipă de asasini israelieni. Arafat l-a considerat pe Abu Jihad drept o contragreutate a OEP în raport cu conducerea palestiniană locală din teritorii și a condus o procesiune funerară pentru el la Damasc.
Cea mai comună tactică folosită de palestinieni în timpul Intifadei a fost aruncarea cu pietre, Cocktail-uri Molotov și incendierea cauciucurilor. Liderii locali din unele orașe din Cisiordania au inițiat proteste non-violente împotriva ocupației israeliene, angajându-se în rezistența fiscală și în alte boicoturi. Israelul a răspuns confiscând sume mari de bani în raiduri din casă în casă. Pe măsură ce Intifada se apropia de sfârșit, noi grupuri palestiniene armate - în special Hamas și Jihadul Islamic Palestinian (JIP) - au început să vizeze civili israelieni prin noua tactică a atentatelor sinucigașe, iar luptele interne dintre palestinieni au crescut dramatic.

### Schimbare de direcție
În august 1970, Arafat a declarat: "Scopul nostru de bază este să eliberăm pământul de la Marea Mediterană până la râul Iordan. Nu suntem preocupați de ceea ce a avut loc în iunie 1967 sau de eliminarea consecințelor războiului din iunie. Preocuparea de bază a revoluției palestiniene este dezrădăcinarea entității sioniste de pe pământul nostru și eliberarea acestuia." Totuși, la începutul anului 1976, la o întâlnire cu senatorul american Adlai Stevenson III, Arafat a sugerat că, dacă Israelul se retrage cu „câțiva kilometri” din unele părți ale Cisiordaniei și ale Fâșiei Gaza și transferă responsabilitatea către ONU, Arafat ar putea da „ceva de arătat poporului lui înainte de a recunoaște dreptul Israelului de a exista”.
Pe 15 noiembrie 1988, OEP a proclamat statul Palestina independent. Deși a fost frecvent acuzat și asociat cu terorismul, în discursurile din 13 și 14 decembrie, Arafat a repudiat „terorismul în toate formele sale, inclusiv terorismul de stat”. El a acceptat Rezoluția 242 a Consiliului de Securitate al ONU și dreptul Israelului „de a exista în pace și securitate”, iar declarațiile lui Arafat au fost salutate cu satisfacție de administrația americană, care a insistat mult timp asupra acestor declarații ca punct de plecare necesar pentru discuțiile oficiale dintre SUA și OEP. Aceste remarci ale lui Arafat au indicat o îndepărtare de la unul dintre scopurile principale ale OEP - distrugerea Israelului (așa cum este prevăzut în Acordul național palestinian) - și o apropiere în favoarea creării a două entități separate: un stat israelian în cadrul liniilor de armistițiu din 1949 și un stat arab în Cisiordania și Fâșia Gaza. Pe 2 aprilie 1989, Arafat a fost ales de către Consiliul Central al Consiliului Național Palestinian, organul de conducere al OEP, în funcția de președinte al Statului Palestinei.
Înainte de Războiul din Golf din 1990-1991, când intensitatea Intifadei a început să scadă, Arafat a sprijinit invazia Kuweitului de către Saddam Hussein și s-a opus atacului coaliției conduse de SUA asupra Irakului. El a luat această decizie fără acordul altor membri importanți ai Fatah și ai OEP. Principalul consilier al lui Arafat, Abu Iyad, a promis să rămână neutru și s-a opus unei alianțe cu Saddam; pe 17 ianuarie 1991, Abu Iyad a fost asasinat de Organizația Abu Nidal. Decizia lui Arafat a dus, de asemenea, la ruperea relațiilor cu Egiptul și cu multe dintre statele arabe producătoare de petrol care susțineau coaliția condusă de SUA. În plus, mulți din SUA au folosit poziția lui Arafat ca motiv pentru a nu lua în considerare pretențiile acestuia de a fi un partener pentru pace. După încheierea ostilităților, multe state arabe care au sprijinit coaliția au tăiat fondurile către OEP și au început să ofere sprijin financiar organizației rivale Hamas și altor grupuri islamiste. Arafat a scăpat din nou de moarte pe 7 aprilie 1992, când aeronava Air Bissau în care era pasager s-a prăbușit în deșertul libian în timpul unei furtuni de nisip. Doi piloți și un inginer au fost uciși; Arafat a fost învinețit și marcat.

## Autoritatea Palestiniană și negocieri de pace

### Acordurile de la Oslo

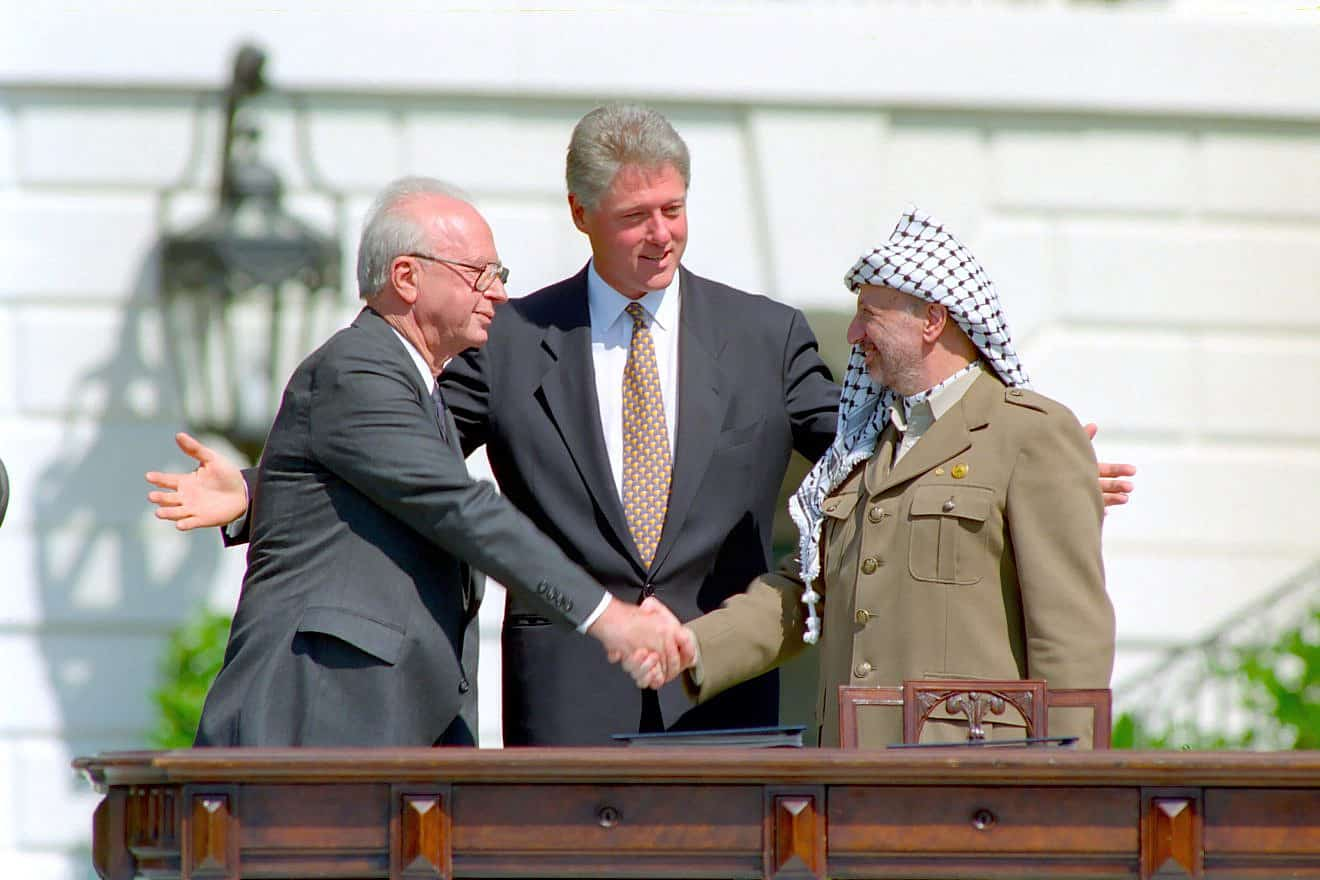
Yitzhak Rabin, Bill Clinton și Arafat în timpul Acordurilor de la Oslo din 13 septembrie 1993

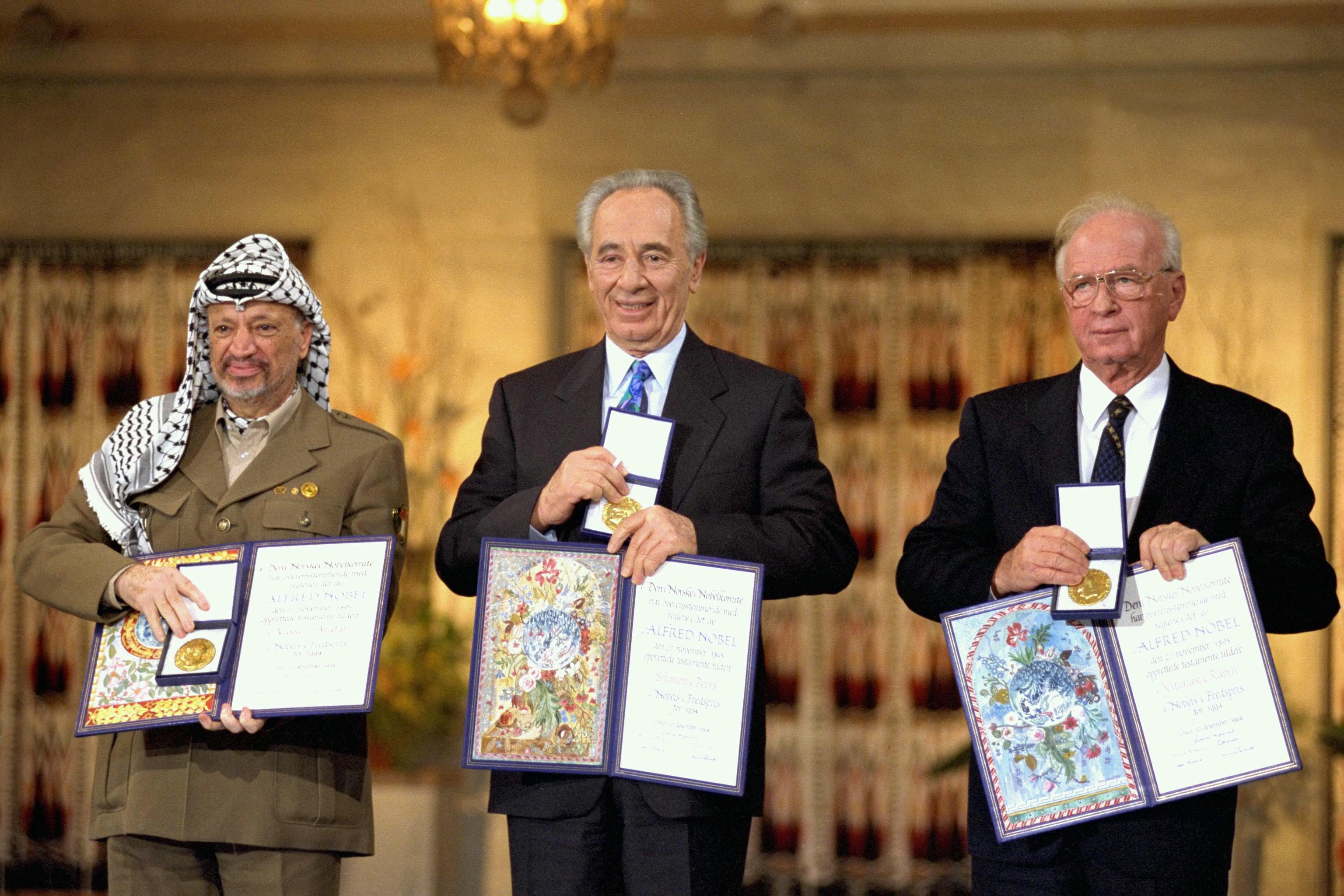
Arafat, Shimon Peres și Rabin primesc Premiul Nobel pentru Pace în urma Acordurilor de la Oslo, 10 decembrie 1994

La începutul anilor 1990, Arafat și principalii oficiali Fatah au angajat guvernul israelian într-o serie de discuții și negocieri secrete care au condus la Acordurile de la Oslo din 1993. Acordul prevedea punerea în aplicare a autonomiei palestiniene în părți din Cisiordania și Fâșia Gaza pe o perioadă de cinci ani, precum și oprirea imediată și eliminarea treptată a coloniilor israeliene din aceste zone. Acordurile prevedeau formarea poliției palestiniene din recruți locali și palestinieni din străinătate, care să patruleze în zonele de autoguvernare. Autoritatea asupra diferitelor domenii de guvernare, inclusiv educația și cultura, ajutorul social, impozitarea directă și turismul, va fi transferată guvernului interimar palestinian. Ambele părți au convenit, de asemenea, asupra formării unui comitet care să stabilească cooperarea și coordonarea în sectoare economice specifice, inclusiv utilități, industrie, comerț și comunicații.
Înainte de semnarea acordurilor, Arafat, în calitate de președinte al OEP și reprezentant oficial al acesteia, a semnat două scrisori prin care renunța la violență și recunoștea oficial Israelul. În schimb, prim-ministrul Yitzhak Rabin, în numele Israelului, a recunoscut oficial OEP. În anul următor, Arafat și Rabin au primit Premiul Nobel pentru Pace, împreună cu Shimon Peres. Reacția palestiniană a fost mixtă. Frontul de Respingere al OEP s-a aliat cu islamiștii în cadrul unei opoziții comune împotriva acordurilor. Au fost respinse și de refugiații palestinieni din Liban, Siria și Iordania, precum și de mulți intelectuali palestinieni și de conducerea locală din teritoriile palestiniene. Totuși, locuitorii teritoriilor au acceptat în general acordurile și promisiunea lui Arafat de pace și bunăstare economică.

### Instituirea autorității în teritorii
În conformitate cu termenii acordului de la Oslo, Arafat a fost obligat să pună în aplicare autoritatea OEP în Cisiordania și Fâșia Gaza. El a insistat asupra faptului că sprijinul financiar este imperativ pentru înființarea acestei autorități și că este necesar pentru a asigura acceptarea acordurilor de către palestinienii care trăiesc în acele zone. Totuși, statele arabe din Golful Persic - sursa obișnuită de susținere financiară a lui Arafat - au refuzat în continuare să îi ofere lui și OEP donații importante pentru că s-au alăturat Irakului în timpul Războiului din Golf din 1991. Ahmed Qurei - un negociator cheie al Fatah în timpul negocierilor de la Oslo - a anunțat public că OEP este în faliment.
În 1994, Arafat s-a mutat în Gaza, care era controlat de Autoritatea Națională Palestiniană - entitatea provizorie creată prin Acordurile de la Oslo. Arafat a devenit președinte și prim-ministru al Autorității Naționale Palestiniene, comandant al AEP și purtător de cuvânt al Consiliului Legislativ Palestinian. În iulie, după ce Autoritatea Națională Palestiniană a fost declarată guvernul oficial al palestinienilor, au fost publicate Legile fundamentale ale acesteia, în trei versiuni diferite de către OEP. Arafat a început să creeze o structură pentru aceasta. El a înființat un comitet executiv sau cabinet format din douăzeci de membri. De asemenea, Arafat a înlocuit și a desemnat primari și consilii municipale pentru orașe importante precum Gaza și Nablus. El a început să subordoneze organizațiile neguvernamentale care lucrau în domeniul educației, sănătății și afacerilor sociale sub autoritatea sa, înlocuind liderii și directorii aleși ai acestora cu oficiali ai Autorității Naționale Palestiniene care îi erau loiali. Apoi s-a numit președinte al organizației financiare palestiniene, care a fost creată de Banca Mondială pentru a controla majoritatea fondurilor de ajutor destinate sprijinirii noii entități palestiniene.
Arafat l-a numit pe Moshe Hirsch ministru al afacerilor evreiești în 1995. Arafat a înființat poliția palestiniană, denumită Serviciul de securitate preventivă, care a devenit activă pe 13 mai 1994. Acesta a fost compus în principal din soldați ai AEP și voluntari palestinieni străini. Arafat i-a însărcinat pe Mohammed Dahlan și Jibril Rajoub să conducă Serviciul de securitate preventivă. Amnesty International i-a acuzat pe Arafat și conducerea Autorității Naționale Palestiniene că nu au investigat în mod adecvat abuzurile comise de Serviciul de securitate preventivă (inclusiv tortură și omoruri) împotriva oponenților politici și disidenților, precum și arestările activiștilor pentru drepturile omului.
În noiembrie și decembrie 1995, Arafat a vizitat zeci de orașe și localități palestiniene evacuate de forțele israeliene, inclusiv Jenin, Ramallah, al-Bireh, Nablus, Qalqilyah și Tulkarm, declarându-le „eliberate”. În această perioadă, Autoritatea Națională Palestiniană a obținut, de asemenea, controlul asupra serviciului poștal din Cisiordania. Pe 20 ianuarie 1996, Arafat a fost ales președinte al Autorității Naționale Palestiniene, cu o majoritate covârșitoare de 88,2% (celălalt candidat a fost organizatorul de acțiuni caritabile Samiha Khalil). Totuși, deoarece Hamas, Frontul Democrat pentru Eliberarea Palestinei și alte mișcări populare de opoziție au ales să boicoteze alegerile prezidențiale, opțiunile au fost limitate. Victoria zdrobitoare a lui Arafat a garantat Fatah 51 din cele 88 de locuri din Consiliul Legislativ Palestinian. După ce Arafat a fost ales în funcția de președinte, a fost adesea numit Ra'is (președinte în arabă), deși el se numea „generalul”. În 1997, Consiliul Legislativ Palestinian a acuzat ramura executivă a Autorității Național Palestiniene de proastă gestiune financiară, ceea ce a determinat demisia a patru membri ai cabinetului lui Arafat. Arafat a refuzat să demisioneze din funcție.

### Alte acorduri de pace

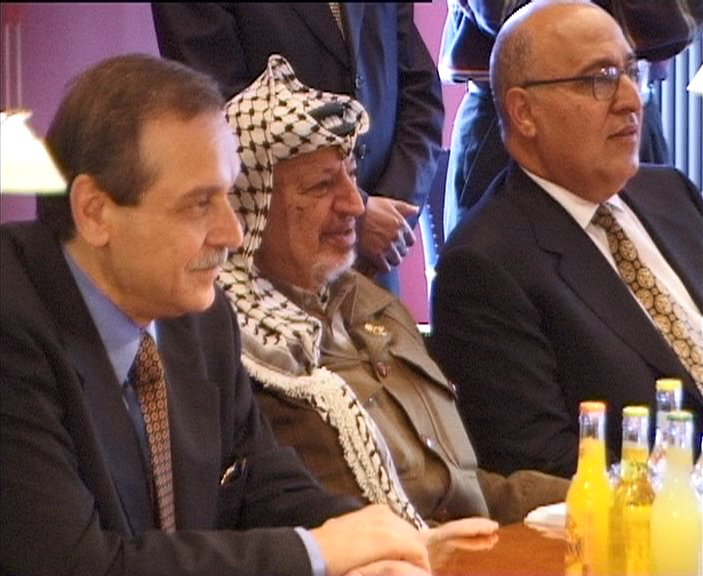
Arafat cu membrii cabinetului Autorității Naționale Palestiniene Yasser Abed Rabbo (stânga) și Nabil Shaath (dreapta) la o întâlnire în Copenhaga, 1999

La mijlocul anului 1996, Benjamin Netanyahu a fost ales prim-ministru al Israelului. Relațiile palestiniano-israeliene au devenit și mai ostile ca urmare a conflictului continuu. În ciuda acordului Israel-OEP, Netanyahu s-a opus ideii de stat palestinian. În 1998, președintele american Bill Clinton i-a convins pe cei doi lideri să se întâlnească. Din Wye River Memorandum a rezultat pașii detaliați pe care guvernul israelian și Autoritatea Națională Palestiniană trebuie să îi ia pentru a finaliza procesul de pace.

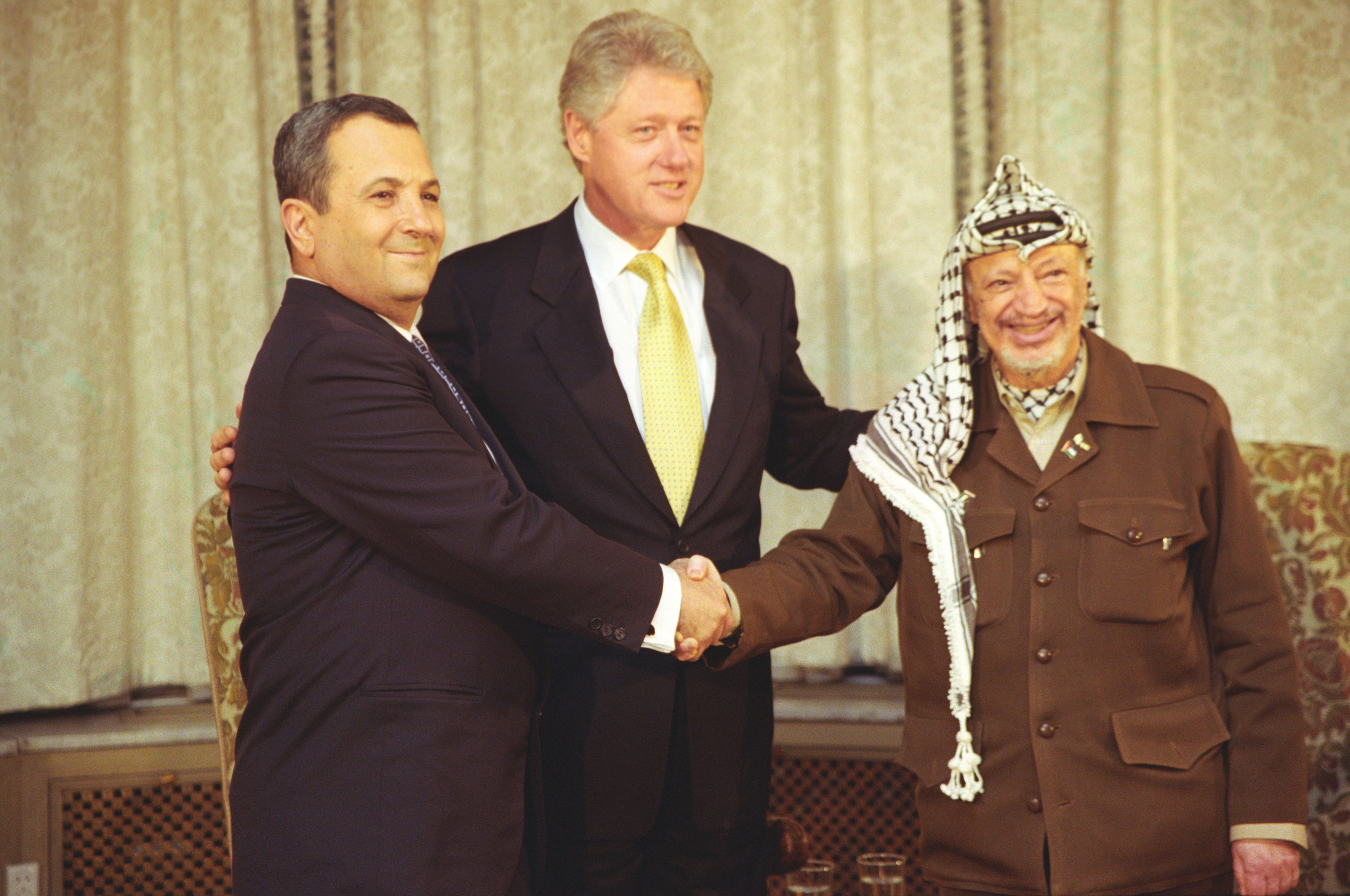
Arafat cu Ehud Barak și Bill Clinton la Summitul de la Camp David, 2000

Arafat continued negotiations with Netanyahu's successor, Ehud Barak, at the Camp David 2000 Summit in July 2000. În parte datorită propriei lui politici (Barak făcea parte din Partidul Laburist de stânga, în timp ce Netanyahu făcea parte din Partidul Likud de dreapta) și în parte datorită insistențelor președintelui Clinton pentru un compromis, Barak i-a oferit lui Arafat un stat palestinian în 73% din Cisiordania și în toată Fâșia Gaza. Procentul de suveranitate palestiniană ar urma să ajungă la 90 % într-o perioadă de zece până la douăzeci și cinci de ani. Oferta includea, de asemenea, întoarcerea unui număr mic de refugiați și compensații pentru cei cărora nu li s-a permis să se întoarcă. Palestinienii ar fi avut, de asemenea, „custodie” asupra Al-Aqsa, suveranitate asupra tuturor locurilor sfinte islamice și creștine și asupra a trei din cele patru cartiere ale Orașului Vechi din Ierusalim. Arafat a respins oferta lui Barak și a refuzat să facă imediat o contraofertă. El i-a spus președintelui Clinton că, „liderul arab care ar renunța la Ierusalim nu s-a născut încă”.
După izbucnirea celei de-a doua Intifade în septembrie 2000, negocierile au continuat la summitul de la Taba în ianuarie 2001; de data aceasta, Ehud Barak s-a retras din discuții pentru a face campanie electorală în alegerile israeliene. În octombrie și decembrie 2001, atentatele sinucigașe comise de grupările militante palestiniene s-au înmulțit, iar contraatacurile israeliene s-au intensificat. După alegerea lui Ariel Sharon în februarie, procesul de pace a cunoscut o cădere abruptă. Alegerile palestiniene programate pentru ianuarie 2002 au fost amânate - motivul declarat a fost incapacitatea de a face campanie din cauza condițiilor de urgență impuse de Intifadă, precum și de incursiunile Armatei Israeliene și restricțiile privind libertatea de mișcare în teritoriile palestiniene. În aceeași lună, Sharon a ordonat ca Arafat să fie izolat în cartierul lui general Mukata'a din Ramallah, în urma unui atac în orașul israelian Hadera; Președintele american George W. Bush a sprijinit acțiunea lui Sharon, afirmând că Arafat era „un obstacol în calea păcii”.

## Supraviețuirea politică
Supraviețuirea personală și politică îndelungată a lui Arafat a fost considerată de majoritatea comentatorilor occidentali drept un semn al măiestriei sale în războiul asimetric și al priceperii sale ca tactician, având în vedere natura extrem de periculoasă a politicii din Orientul Mijlociu și frecvența asasinatelor. Unii comentatori cred că supraviețuirea sa s-a datorat în mare parte temerii Israelului că ar putea deveni un martir pentru cauza palestiniană dacă ar fi asasinat sau chiar arestat de Israel. Alții cred că Israelul s-a abținut de la a acționa împotriva lui Arafat pentru că se temea mai puțin de Arafat decât de Hamas și de celelalte mișcări islamiste care au câștigat sprijinul Fatah. Rețeaua complexă și fragilă de relații dintre SUA, Israel, Arabia Saudită și alte state arabe a contribuit, de asemenea, la longevitatea lui Arafat ca lider al palestinienilor.
Israelul a încercat să-l asasineze pe Arafat în mai multe rânduri, dar nu a folosit niciodată agenți proprii, preferând în schimb să „întoarcă” palestinieni apropiați împotriva țintei vizate, de obicei prin șantaj. Potrivit lui Alan Hart, specialitatea Mossad-ului este otrava. Potrivit lui Abu Iyad, în 1970, Mossadul israelian și Directoratul militar au atentat de două ori la viața lui Arafat. În 1976, Abu Sa'ed, un agent palestinian care lucra pentru Mossad, a fost înrolat într-un complot pentru a pune în mâncarea lui Arafat bile otrăvite care arătau ca niște boabe de orez. Abu Iyad explică faptul că Abu Sa'ed a mărturisit după ce a primit ordinul de a acționa, explicând că nu a putut să ducă la bun sfârșit complotul pentru că „era în primul rând palestinian, iar conștiința sa nu l-a lăsat să o facă”. Într-un interviu acordat revistei Time în 1988, Arafat a afirmat că, din cauza fricii de a fi asasinat de israelieni, nu dormea niciodată în același loc două nopți la rând.

## Moartea
Arafat a murit în 2004 la vârsta de 75 de ani la spitalul militar Percy din Clamart, în apropiere de Paris și, înmormântat în cartierul său general Muqata din Ramallah. În 2007 mormântul i-a fost inclus într-un mausoleu, care cuprinde un muzeu și o moschee cu minaret.

## Legături cu România
Yasser Arafat a avut mai multe întâlniri cu Nicolae Ceaușescu, prima având loc pe 5 aprilie 1972, la Cairo . Numele de cod dat de DIE al lui Arrafat era "Fedayn" .